# John Hoyt
John Hoyt, född 5 oktober 1905 i Bronxville, New York, död 15 september 1991 i Santa Cruz, Kalifornien, var en amerikansk skådespelare.

## Filmografi, urval
- 1947 – Åh, en sån deckare!
- 1949 – Stormen kommer
- 1952 – Androcles och lejonet
- 1953 – Julius Caesar
- 1954 – Kanske en Casanova
- 1954 – Studentprinsen
- 1955 – Vänd dem inte ryggen!
- 1955 – Hämndens skugga
- 1960 – Spartacus
- 1963 – Cleopatra
- 1985 – Susan, var är du?